# Faunis syllus
Faunis syllus är en fjärilsart som beskrevs av Hans Fruhstorfer 1911. Faunis syllus ingår i släktet Faunis och familjen praktfjärilar. Inga underarter finns listade i Catalogue of Life.